# توره آنونزیاتا
توره آنونزیاتا (به ایتالیایی: Torre Annunziata) یکی از شهرهای ناحیهٔ کامپانیا در جنوب ایتالیاست که در جنوب شرقی حومهٔ ناپل در کرانه‌های خلیج ناپل و در دامنهٔ جنوبی کوه وزوو قرار دارد. جمعیت کل این شهر در سال ۱۹۹۱ برابر با ۵۲٬۸۷۵ و در ۳۱ دسامبر ۲۰۱۰ برابر با ۴۳٬۶۹۹ نفر بوده است.

## تاریخچه
توره آنونزیاتا تاکنون دو بار بر اثر فوران‌های آتشفشانی وزوو تخریب شده‌است. نخستین فوران در سال ۷۹ روی داد که این شهر همراه با پمپئی و هرکولانیوم نابود شد. چند قرن بعد شهر جدیدی با نام توره آنونزیاتا در اوایل سدهٔ چهاردهم در ۱۳۱۹ در مکان شهر پیشین بنیادگذاشته شد که نام آن برگرفته از عبادتگاه و بیمارستانی بود ساختهٔ ویلیام نوچرا که وقف باکرهٔ تبشیر شده‌بود. اما دومین فوران فاجعه‌بار وزوو در ۱۶۳۱ آن‌را نیز تخریب نمود.
توره آنونزیاتا امروزه یک شهر بندری، مرکز صنعتی و استراحتگاهی کنار دریاست. ماکارونی، مواد شیمیایی و سلاح گرم از جمله تولیدات این شهر است و کارخانه‌های کشتی‌سازی و فولادسازی نیز در آن وجود دارد.

## میراث جهانی یونسکو
توره آنونزیاتا به دلیل نقاشی‌های ویلای رومی اوپلونتیس که تا این زمان به‌خوبی محفوظ مانده‌اند دارای اهمیت باستان‌شناسانه بوده و نام آن در سال ۱۹۹۷ همراه با پمپئی و هرکولانیوم در فهرست میراث جهانی یونسکو به‌ثبت رسید.